# Pierre Lenet
Pierre Lenet (1600 - 3 juillet 1671), seigneur de Meix, est un historien et un parlementaire français, fils et petit-fils d'un président au Parlement de Dijon.

## Biographie
Attaché à la maison de Condé, Pierre Lenet est protégé du prince de Condé, père du Grand Condé. En 1641, il devient procureur général au Parlement de Dijon en survivance de son père et en plus procureur général à la table de marbre (juridiction des eaux et forêts à cause d’une table de marbre au Parlement de Paris utilisée à la fois pour les festins et par cette juridiction). Il est Conseiller d’État en 1643 ou 1645.
Lenet s’éloigne de Condé au moment où celui-ci rompt avec la cour, durant la Fronde en septembre 1649, et se met au vert à Dijon. Il se croit cependant obligé de s’engager en faveur des princes après leur arrestation. Il négocie en 1651 le traité des princes avec l'Espagne.

## Œuvres
- Pierre Lenet, Mémoires, collection des Mémoires relatifs à l’histoire de France, Petitot et Monmerqué, tome LIII, Paris, Librairie Foucault, 1826 sur Gallica
- Pierre Lenet apparaît comme personnage secondaire dans La Guerre des Femmes d'Alexandre Dumas
- Ami de jeunesse de Madame de Sévigné (il est présent dans la correspondance de la marquise dès 1646), celle-ci écrit à sa fille madame de Grignan le 2 août 1671 : « Et ce pauvre Lenet qui est mort aussi ; j'en suis fâchée ».